# Medalia „Meritul Cultural”
Medalia „Meritul Cultural” este o decorație ce se acordă cetățenilor români și străini, care răsplătește meritele, talentul și serviciile aduse culturii, artei, științei și promovării operelor sociale, de impact local sau regional. Face parte din categoria decorațiilor civile pe domenii de activitate.
Medalia Meritul Cultural cuprinde 3 clase. Ierarhia în ordine descrescătoare este următoarea:
a) clasa I; b) clasa a II-a; c) clasa a III-a.
Medalia Meritul Cultural se poate acorda nelimitat pentru clasele a III-a și a II-a și este limitată la 6.800 de membri români pentru clasa I. Medalia Meritul Cultural clasa I, conferită cetățenilor străini, nu intră în numărul prevăzut.
Legea 8 din 9 ianuarie 2003 prevede că Medalia Meritul Cultural cuprinde 8 categorii, corespunzător activităților specifice și conexe domeniului cultural: 
- categoria A - literatura;
- categoria B - muzica;
- categoria C - artele plastice;
- categoria D - arta spectacolului - teatru, operă, film, balet etc.;
- categoria E - patrimoniul cultural național;
- categoria F - promovarea culturii;
- categoria G - cultele;
- categoria H - cercetarea științifică;
- categoria I – arhitectura.

Însemnul medaliei este identic pentru toate categoriile de merite, dar panglicile sunt specifice fiecărei categorii.

## Vezi și
- Ordinul Meritul Cultural (România)